# 岩手川口駅
岩手川口駅（いわてかわぐちえき）は、岩手県岩手郡岩手町大字川口にある、IGRいわて銀河鉄道いわて銀河鉄道線の駅である。

## 歴史

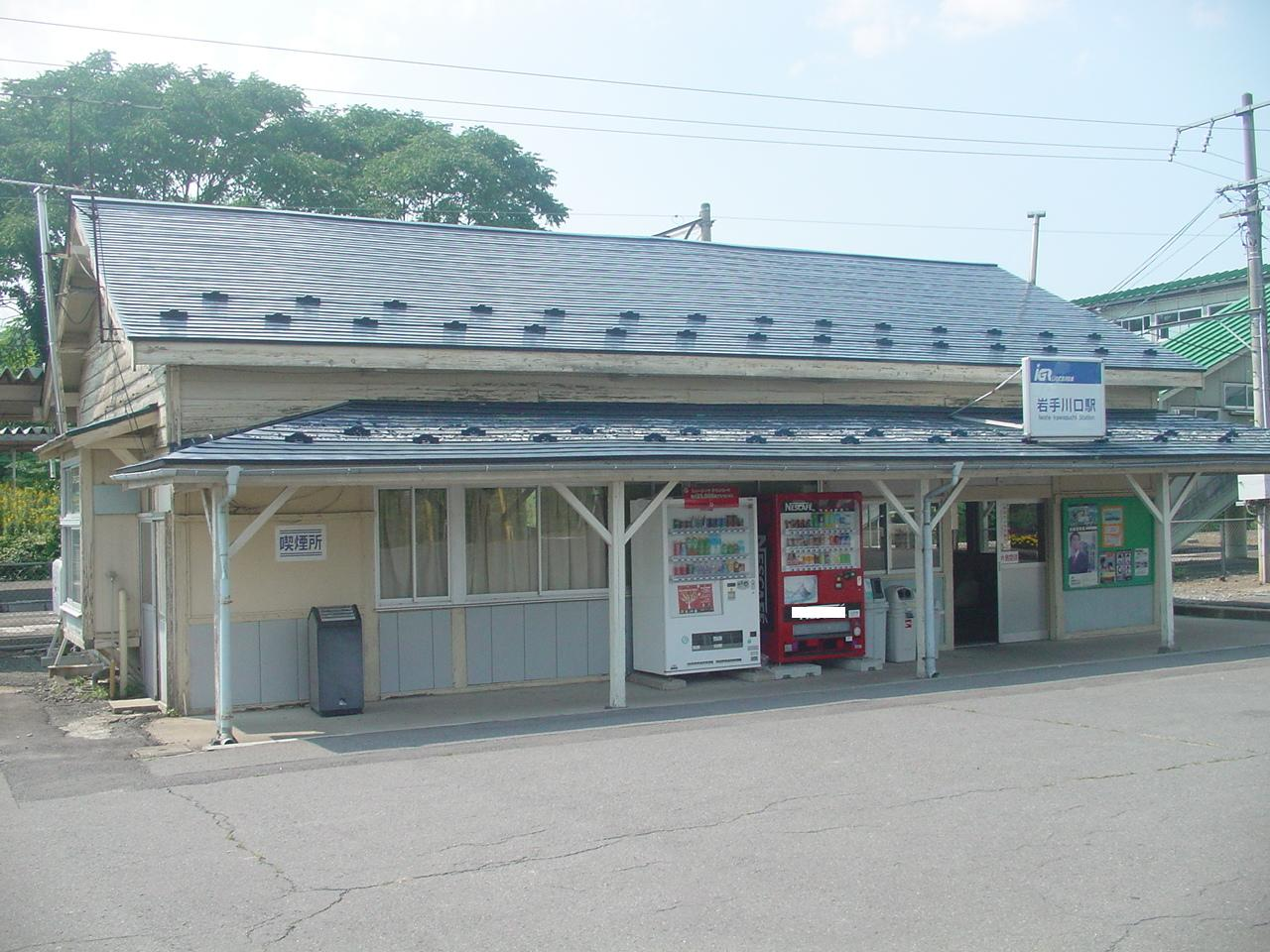
旧駅舎（2007年8月）

開業当時は川口駅という名称であった。1933年（昭和8年）4月1日、埼玉県北足立郡川口町と青木村・横曽根村・南平柳村が合併し川口市に昇格したことに伴い、川口町にあり同じく東北本線に所属する京浜東北線・川口町駅が翌1934年2月15日に川口駅に改称することになった。同じ路線に同名の駅が京浜東北線側と当駅で2つ存在する事態を避けるため、川口町駅が改称する2週間前の2月1日、当駅が岩手川口駅に改称した。

### 年表
- 1898年（明治31年）1月11日：日本鉄道の川口駅として開業[1]。
- 1906年（明治39年）11月1日：日本鉄道が国有化[1]。官設鉄道の駅となる。
- 1934年（昭和9年）2月1日：岩手川口駅に改称[1]。
- 1971年（昭和46年）8月15日：貨物取扱廃止[1]。
- 1980年（昭和55年）5月：業務委託駅となる[2]。
- 1984年（昭和59年）2月1日：荷物扱い廃止[1]。
- 1985年（昭和60年）3月14日：無人化[3]。
- 1987年（昭和62年）4月1日：国鉄分割民営化に伴い、東日本旅客鉄道の駅となる[1]。
- 2002年（平成14年）12月1日：東北新幹線八戸延伸に伴い、東日本旅客鉄道より分離され、IGRいわて銀河鉄道の駅となる[4]。
- 2013年（平成25年）3月16日：ダイヤ改正により、快速列車（1日1本上りのみ）が当駅に停車を開始[5]。
- 2015年（平成27年）3月14日：ダイヤ改正により、快速列車が普通列車に格下げされ廃止となる[6]。
- 2017年（平成29年）
  - 4月6日：駅舎改築工事に着手[7]。
  - 12月1日：新駅舎の供用を開始[8]。

## 駅構造
単式ホーム1面1線と島式ホーム1面2線、合計2面3線のホームを持つ地上駅である。互いのホームは跨線橋で連絡している。
駅舎は2017年に建て替えられたもので、岩手町の特産品であるキャベツ「いわて春みどり」をイメージした形となっている。
盛岡駅管理の簡易委託駅（岩手町委託）。駅舎には出札窓口があり、硬券入場券・乗車券が常備されている。

### のりば
| 番線 | 路線              | 方向           | 行先           |
| ---- | ----------------- | -------------- | -------------- |
| 1    | ■いわて銀河鉄道線 | 下り           | 八戸方面       |
| 2    | （予備ホーム）    | （予備ホーム） | （予備ホーム） |
| 3    | ■いわて銀河鉄道線 | 上り           | 盛岡方面       |

※2番線は待避線であるが、2022年3月時点で定期列車の発着がない。

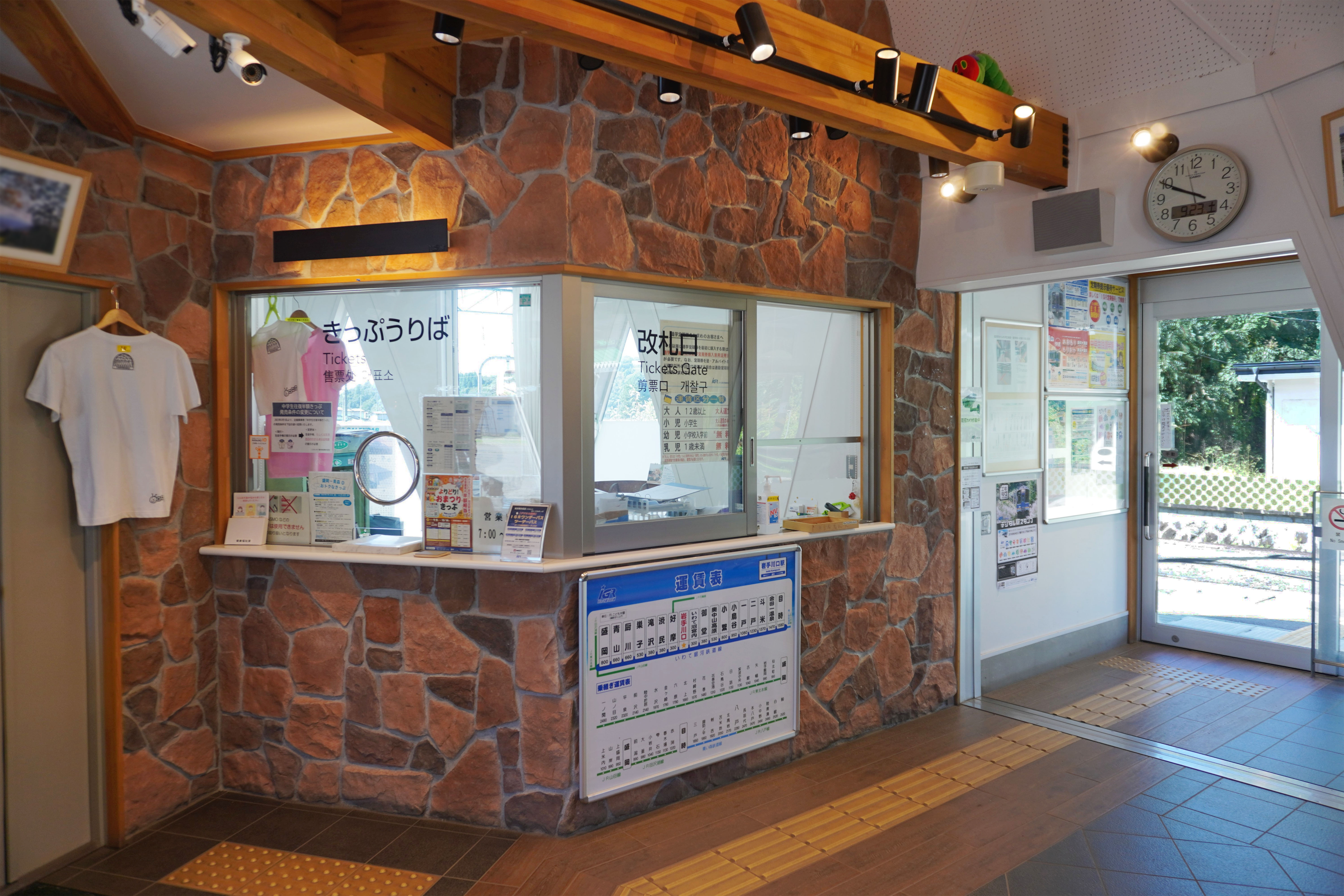
改札口（2023年9月）
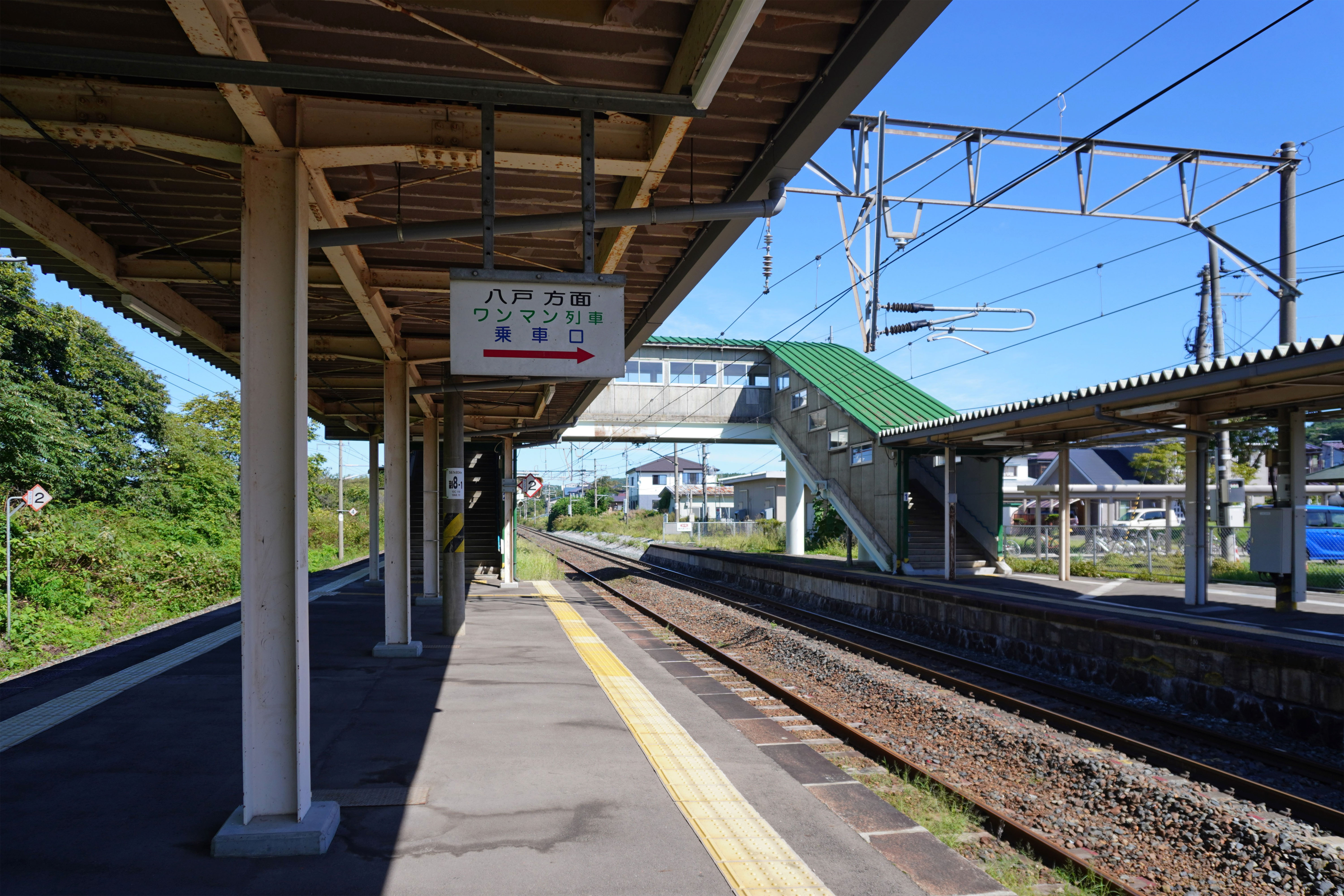
ホーム（2023年9月）

## 利用状況
IGRいわて銀河鉄道によると、2024年度（令和6年度）の1日平均乗降人員は232人である。
2000年度（平成12年度）以降の推移は以下のとおりである。なお、2000年度（平成12年度）- 2002年度（平成14年度）において、JR東日本が算出した数値は乗車人員のものである。
| 乗車人員・乗降人員推移  | 乗車人員・乗降人員推移 | 乗車人員・乗降人員推移 | 乗車人員・乗降人員推移 | 乗車人員・乗降人員推移 | 乗車人員・乗降人員推移 | 乗車人員・乗降人員推移 | 乗車人員・乗降人員推移 |
| 年度                    | 1日平均 乗車人員       | 1日平均乗降人員        | 1日平均乗降人員        | 1日平均乗降人員        | 1日平均乗降人員        | 1日平均乗降人員        | 出典                   |
| 年度                    | 1日平均 乗車人員       | 定期                   | 定期                   | 定期                   | 定期外                 | 合計                   | 出典                   |
| 年度                    | 1日平均 乗車人員       | 通勤                   | 通学                   | 合計                   | 定期外                 | 合計                   | 出典                   |
| ----------------------- | ---------------------- | ---------------------- | ---------------------- | ---------------------- | ---------------------- | ---------------------- | ---------------------- |
| 2000年（平成12年）      | 265                    |                        |                        |                        |                        |                        | [ JR 1 ]               |
| 2001年（平成13年）      | 255                    |                        |                        |                        |                        |                        | [ JR 2 ]               |
| 2002年（平成14年）(JR)  | 261                    |                        |                        |                        |                        |                        | [ JR 3 ]               |
| 2002年（平成14年）(IGR) |                        | 86                     | 184                    | 270                    | 145                    | 415                    | [ IGR 2 ]              |
| 2003年（平成15年）      |                        | 64                     | 216                    | 280                    | 124                    | 404                    | [ IGR 3 ]              |
| 2004年（平成16年）      |                        | 62                     | 213                    | 275                    | 113                    | 388                    | [ IGR 4 ]              |
| 2005年（平成17年）      |                        | 73                     | 195                    | 268                    | 107                    | 375                    | [ IGR 5 ]              |
| 2006年（平成18年）      |                        | 83                     | 174                    | 257                    | 107                    | 364                    | [ IGR 6 ]              |
| 2007年（平成19年）      |                        | 80                     | 160                    | 240                    | 107                    | 347                    | [ IGR 7 ]              |
| 2008年（平成20年）      |                        | 69                     | 167                    | 236                    | 95                     | 331                    | [ IGR 8 ]              |
| 2009年（平成21年）      |                        | 62                     | 142                    | 204                    | 91                     | 295                    | [ IGR 9 ]              |
| 2010年（平成22年）      |                        | 60                     | 153                    | 213                    | 85                     | 298                    | [ IGR 10 ]             |
| 2011年（平成23年）      |                        | 59                     | 124                    | 183                    | 80                     | 263                    | [ IGR 11 ]             |
| 2012年（平成24年）      |                        | 69                     | 143                    | 212                    | 79                     | 291                    | [ IGR 12 ]             |
| 2013年（平成25年）      |                        | 80                     | 137                    | 217                    | 68                     | 285                    | [ IGR 13 ]             |
| 2014年（平成26年）      |                        | 85                     | 127                    | 212                    | 66                     | 278                    | [ IGR 14 ]             |
| 2015年（平成27年）      |                        | 89                     | 137                    | 226                    | 70                     | 296                    | [ IGR 15 ]             |
| 2016年（平成28年）      |                        | 91                     | 141                    | 232                    | 67                     | 299                    | [ IGR 16 ]             |
| 2017年（平成29年）      |                        | 85                     | 132                    | 217                    | 59                     | 276                    | [ IGR 17 ]             |
| 2018年（平成30年）      |                        | 84                     | 152                    | 236                    | 62                     | 298                    | [ IGR 18 ]             |
| 2019年（令和元年）      |                        | 81                     | 129                    | 210                    | 59                     | 269                    | [ IGR 19 ]             |
| 2020年（令和02年）      |                        | 65                     | 140                    | 205                    | 42                     | 247                    | [ IGR 20 ]             |
| 2021年（令和03年）      |                        | 65                     | 120                    | 185                    | 43                     | 228                    | [ IGR 21 ]             |
| 2022年（令和04年）      |                        | 67                     | 120                    | 187                    | 42                     | 230                    | [ IGR 22 ]             |
| 2023年（令和05年）      |                        | 68                     | 90                     | 158                    | 46                     | 204                    | [ IGR 23 ]             |
| 2024年（令和06年）      |                        | 83                     | 96                     | 179                    | 53                     | 232                    | [ IGR 1 ]              |

## 駅周辺
- 岩手県道157号岩手川口停車場線
- 川口郵便局
- 岩手警察署川口駐在所
- 岩手町立川口小学校
- 岩手町立川口中学校

## バス路線
川口駅前
- 岩手県北バス
  - B11・B12：盛岡バスセンター / 沼宮内営業所
- JRバス東北
  - 平庭高原線：盛岡バスセンター/ 久慈駅

川口公民館前
- 岩手県北バス
  - B51：陸中岩瀬張

## 隣の駅
IGRいわて銀河鉄道
■いわて銀河鉄道線
好摩駅 - 岩手川口駅 - いわて沼宮内駅

### 記事本文
1. 1 2 3 4 5 6 7  石野哲 編『停車場変遷大事典 国鉄・JR編 Ⅱ』（初版）JTB、1998年10月1日、414頁。ISBN 978-4-533-02980-6。
2. ↑  「六駅を停留所化 盛鉄、業務委託は四駅」『交通新聞』交通協力会、1980年5月14日、1面。
3. ↑  「通報 ●福知山線石生駅ほか147駅の駅員無配置について（旅客局）」『鉄道公報号外』日本国有鉄道総裁室文書課、1985年3月12日、15-16面。
4. ↑  「JR年表」『JR気動車客車編成表 '03年版』ジェー・アール・アール、2003年7月1日、186頁。ISBN 4-88283-124-4。
5. ↑  「IGRいわて銀河鉄道：3月にダイヤ改正 一部列車の区間延長」『毎日新聞』毎日新聞社、2013年1月4日、地方版/岩手、23面。
6. ↑  「平成27年3月ダイヤ改正 (PDF)」（プレスリリース）、IGRいわて銀河鉄道、2014年12月19日。2014年12月21日時点のオリジナル (PDF)よりアーカイブ。2025年7月8日閲覧。
7. ↑  「岩手川口駅 駅舎建て替え着工 特産キャベツをイメージ」『岩手日報』岩手日報社、2017年4月7日、18面。
8. 1 2  「新駅舎はキャベツ形 IGR岩手川口駅で式典」『岩手日報』岩手日報社、2017年12月3日、19面。
9. 1 2  「岩手川口駅 | IGRいわて銀河鉄道」IGRいわて銀河鉄道。2025年7月8日閲覧。

### 利用状況

#### JR東日本
1. ↑  「JR東日本：各駅の乗車人員（2000年度）」東日本旅客鉄道。2025年7月8日閲覧。
2. ↑  「JR東日本：各駅の乗車人員（2001年度）」東日本旅客鉄道。2025年7月8日閲覧。
3. ↑  「JR東日本：各駅の乗車人員（2002年度）」東日本旅客鉄道。2025年7月8日閲覧。

#### IGRいわて銀河鉄道
1. 1 2  「2024年度 駅別乗降人員（1日平均） (PDF)」IGRいわて銀河鉄道。2025年7月5日閲覧。
2. ↑  「平成14年度 駅別乗降人員（一日平均） (PDF)」IGRいわて銀河鉄道。2025年7月5日閲覧。
3. ↑  「平成15年度 駅別乗降人員（一日平均） (PDF)」IGRいわて銀河鉄道。2025年7月5日閲覧。
4. ↑  「平成16年度 駅別乗降人員（一日平均） (PDF)」IGRいわて銀河鉄道。2025年7月5日閲覧。
5. ↑  「平成17年度 駅別乗降人員（1日平均） (PDF)」IGRいわて銀河鉄道。2025年7月5日閲覧。
6. ↑  「平成18年度 駅別乗降人員（1日平均） (PDF)」IGRいわて銀河鉄道。2025年7月5日閲覧。
7. ↑  「平成19年度 駅別乗降人員（1日平均） (PDF)」IGRいわて銀河鉄道。2025年7月5日閲覧。
8. ↑  「平成20年度駅別乗降人員（1日平均） (PDF)」IGRいわて銀河鉄道。2025年7月5日閲覧。
9. ↑  「平成21年度駅別乗降人員（1日平均） (PDF)」IGRいわて銀河鉄道。2025年7月5日閲覧。
10. ↑  「平成22年度 駅別乗降人員（1日平均） (PDF)」IGRいわて銀河鉄道。2025年7月5日閲覧。
11. ↑  「平成23年度 駅別乗降人員（1日平均） (PDF)」IGRいわて銀河鉄道。2025年7月5日閲覧。
12. ↑  「平成24年度 駅別乗降人員（1日平均） (PDF)」IGRいわて銀河鉄道。2025年7月5日閲覧。
13. ↑  「平成25年度 駅別乗降人員（1日平均） (PDF)」IGRいわて銀河鉄道。2025年7月5日閲覧。
14. ↑  「平成26年度 駅別乗降人員（1日平均） (PDF)」IGRいわて銀河鉄道。2025年7月5日閲覧。
15. ↑  「平成27年度 駅別乗降人員（1日平均） (PDF)」IGRいわて銀河鉄道。2025年7月5日閲覧。
16. ↑  「平成28年度 駅別乗降人員（1日平均） (PDF)」IGRいわて銀河鉄道。2025年7月5日閲覧。
17. ↑  「平成29年度 駅別乗降人員（1日平均） (PDF)」IGRいわて銀河鉄道。2025年7月5日閲覧。
18. ↑  「平成30年度駅別乗降人員（1日平均） (PDF)」IGRいわて銀河鉄道。2025年7月5日閲覧。
19. ↑  「令和元年度駅別乗降人員（1日平均） (PDF)」IGRいわて銀河鉄道。2025年7月5日閲覧。
20. ↑  「2020年度 駅別乗降人員（1日平均） (PDF)」IGRいわて銀河鉄道。2025年7月5日閲覧。
21. ↑  「2021年度 駅別乗降人員（1日平均） (PDF)」IGRいわて銀河鉄道。2025年7月5日閲覧。
22. ↑  「2022年度 駅別乗降人員（1日平均） (PDF)」IGRいわて銀河鉄道。2025年7月5日閲覧。
23. ↑  「2023年度 駅別乗降人員（1日平均） (PDF)」IGRいわて銀河鉄道。2025年7月5日閲覧。